# Gertraudenkapelle (Salzwedel)

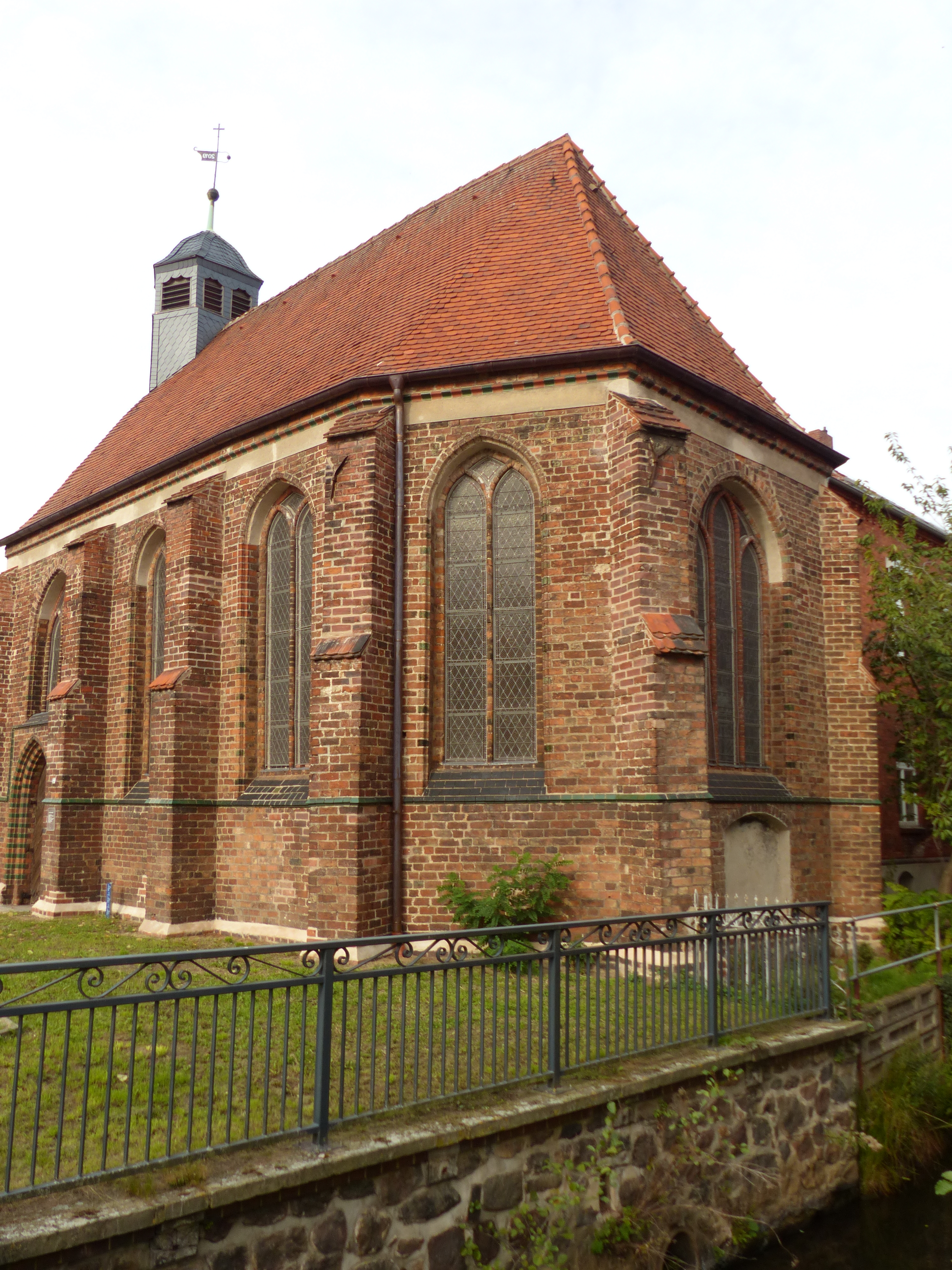
Gertraudenkapelle (Salzwedel)

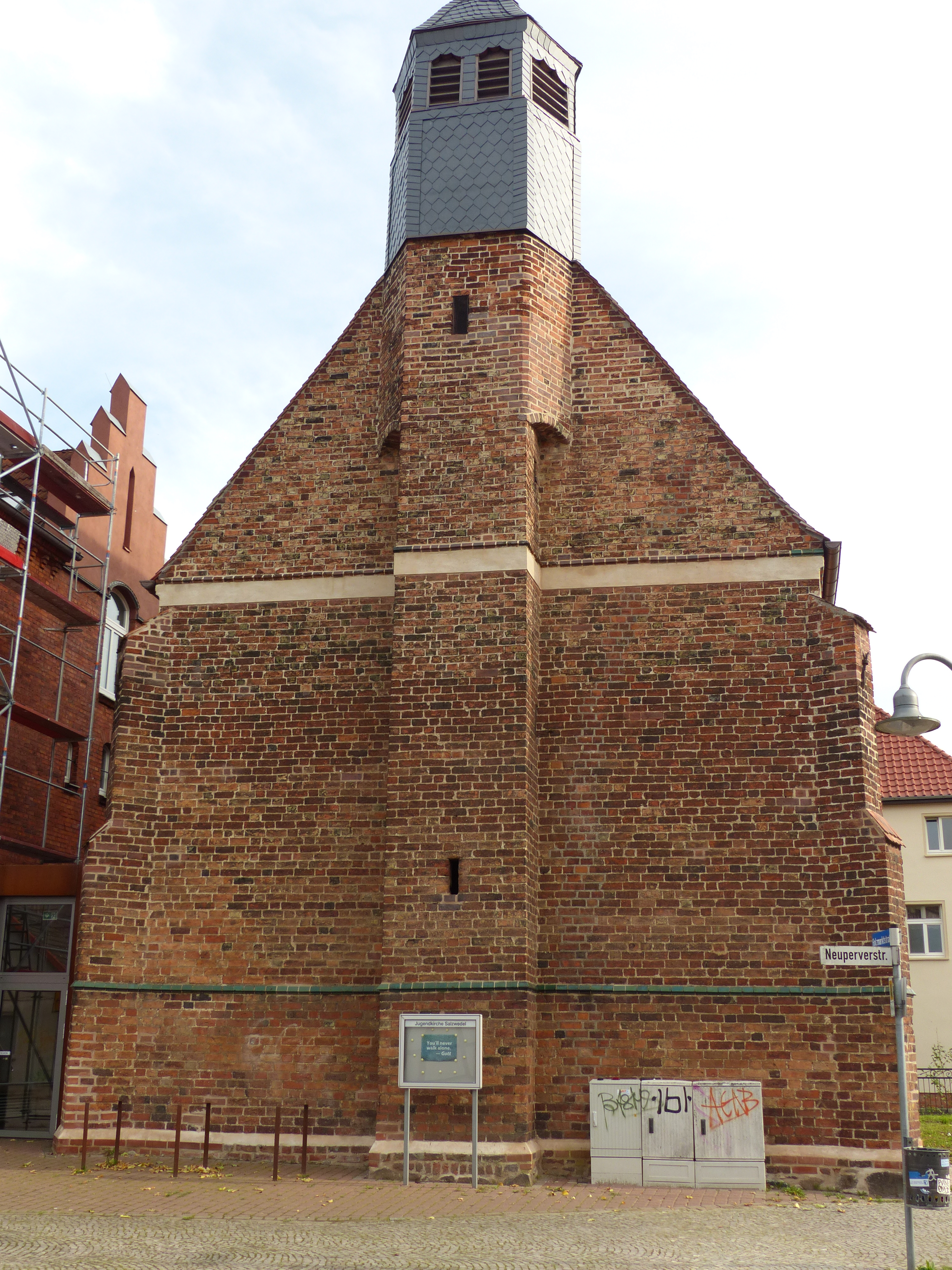
Westseite

Die evangelische Gertraudenkapelle ist eine spätgotische Saalkirche in Salzwedel im Altmarkkreis Salzwedel in Sachsen-Anhalt. Sie liegt nordwestlich der Altstadt und wird von der Jugendkirche Salzwedel genutzt.

## Geschichte und Architektur
Die Gertraudenkapelle war ursprünglich die Kapelle eines vor 1421 gegründeten Hospitals, später die Kirche der Vorstadt Bockhorn. Das Bauwerk ist eine sorgfältig gestaltete, kleine Saalkirche der Backsteingotik, die anhand einer für 1421 nachgewiesenen Stiftung mit einiger Sicherheit auf die Jahre 1421–1425 datiert werden kann. An den Fassaden sind abgetreppte Strebepfeiler, dazwischen zweibahnige Spitzbogenfenster angeordnet. In der westlichen Achse der Nord- und Südseite ist je ein Portal eingebaut; diese Abschnitte sowie die Ostseite des dreiseitigen Chorschlusses sind breiter ausgeführt und haben dreibahnige Fenster. Die Portale zeigen einen Wechsel zwischen roten und grünglasierten Backsteinen. Auf dem Westgiebel sitzt ein sechseckiges, erkerartig vorstehendes Türmchen mit geschweifter Haube, das von einem halb nach innen gezogenen Pfeiler gestützt wird, der gleichzeitig eine enge Wendeltreppe enthält. 
Im Innern sind Kreuzrippengewölbe über Kopfkonsolen eingezogen. Im mittleren Westjoch ist ein rundes Loch ausgespart, das sicher für den Transport der Glocke in das Türmchen diente. Auf der Innenseite der Westwand wird die Wendeltreppe von zwei hohen Spitzbogennischen flankiert. An den Wänden sind unter den Fenstern stichbogige Nischen eingelassen; die Nische in der Ostseite wird flankiert von einer sehr schmalen Nische links, die einst als Sakramentsnische diente, sowie einer ebenfalls stichbogigen Piscinennische rechts. Östlich des Nordeingangs ist eine sehr hohe Wandnische mit Stichbogen eingelassen, in der sich möglicherweise ein spätgotischer Kufenschrank befand, der jetzt im Danneil-Museum aufbewahrt wird.

## Ausstattung
In den Quellen wird nur ein Altar dieser Kapelle genannt. Ein gläserner Reliquienbehälter, der beim Abbruch des Altarstipes aus dem Sepulcrum geborgen wurde, gelangte ins Danneil-Museum und könnte identisch sein mit einem Nuppenbecher, der jetzt dort zu sehen ist.
Einige weitere Ausstattungsstücke der Kirche sind ebenfalls im Danneil-Museum erhalten, darunter zwei Madonnenfiguren aus Eichenholz aus der Zeit um 1490, die noch umfangreiche Reste der Fassung tragen. Ein weiteres Stück der Ausstattung dieser Kirche im Museum ist ein gesticktes Kaselkreuz aus dem 15. Jahrhundert.
Die mittelalterliche Glocke der Kirche mit dem Schlagton gis wurde um 1425 gegossen und trägt die Minuskelinschrift „got help vn hilghe iv[n]fruve sunte gertrud“ („Gott hilf und heilige Jungfrau Sankt Gertrud“). Die Buchstaben stehen teils auf dem Kopf und sind teils spiegelverkehrt gesetzt; offenbar war der Gießer mit der Gestaltung der Inschrift überfordert. Eine zweite Glocke gelangte erst 1599 aus der Lorenzkirche in die Gertraudenkapelle.